# Koronísi
Koronísi, en grec moderne : Κορωνήσι ou Κορονήσι, est un îlot inhabité, du golfe Saronique dans le dème des Naupliens, district régional d’Argolide, en Grèce. Koronísi est situé au large de la ville de Toló.